# Hoogstraat (Brussel)
De Hoogstraat (Frans: Rue Haute) is de langste straat in de Brusselse Vijfhoek. 

## Situering
De straat is een oude uitvalsweg van het stadscentrum naar het zuiden. Ze verbond de in 1760 afgebroken Steenpoort van de eerste stadsomwalling van Brussel (Cellebroersstraat/Rollebeekstraat), met de nog bestaande Hallepoort aan de Kleine Ring (Zuidlaan/Waterloolaan). De straat loopt in een bochtig tracé over de westflank van een heuvelrug die in westelijke richting afloopt naar de vallei van de Zenne, en in oostelijke richting naar de Maalbeek. Deze hoge ligging is ook de verklaring voor de straatnaam.

## Ontwikkeling
Mogelijks maakte de straat deel uit van een Romeinse heerweg van Edingen naar Elewijt, wat haar een van de oudste straten van Brussel zou maken. 
De straat wordt in 1298 vermeld als alta strada en in 1337 als Hoogstrate. Rond de in 1134 gestichte Kapellekerk aan het begin van de straat ontstond vanaf de 12de eeuw een volkswijk met lakenwevers en volders. Verder naar het zuiden werd een leprozerie opgericht, die de voorloper werd van het huidige Sint-Pietersziekenhuis. Eind 14de eeuw was de Hoogstraat de centrale ader van de drukbevolkte Kapellewijk, die in 1405 grotendeels in de as werd gelegd door een verwoestende brand. 
In de straat vestigden zich vervolgens kloosterorden (met name de kapucijnen in 1587, en de brigittinen in 1625), adellijke families en patriciërs in grote herenhuizen. In de 19de eeuw kreeg de straat een meer volks karakter met grote bevolkingsdichtheid, getuige de vele beluiken, ofwel gangen, dicht opeen staande woonruimtes die werden gebouwd in de tuinen van de voormalige kloosters en herenhuizen. De Hoogstraat werd tevens een belangrijke winkelstraat, met vele cafés, danszalen en bioscopen. 
Sanering van de wijk leidde tot het oprichten van de Cité Hellemans (1915) en sociale woningen. De straat werd vanaf 1983 opnieuw aangelegd met ruimere trottoirs. Er is thans eenrichtingsverkeer richting stadscentrum.

## Bijzondere gebouwen

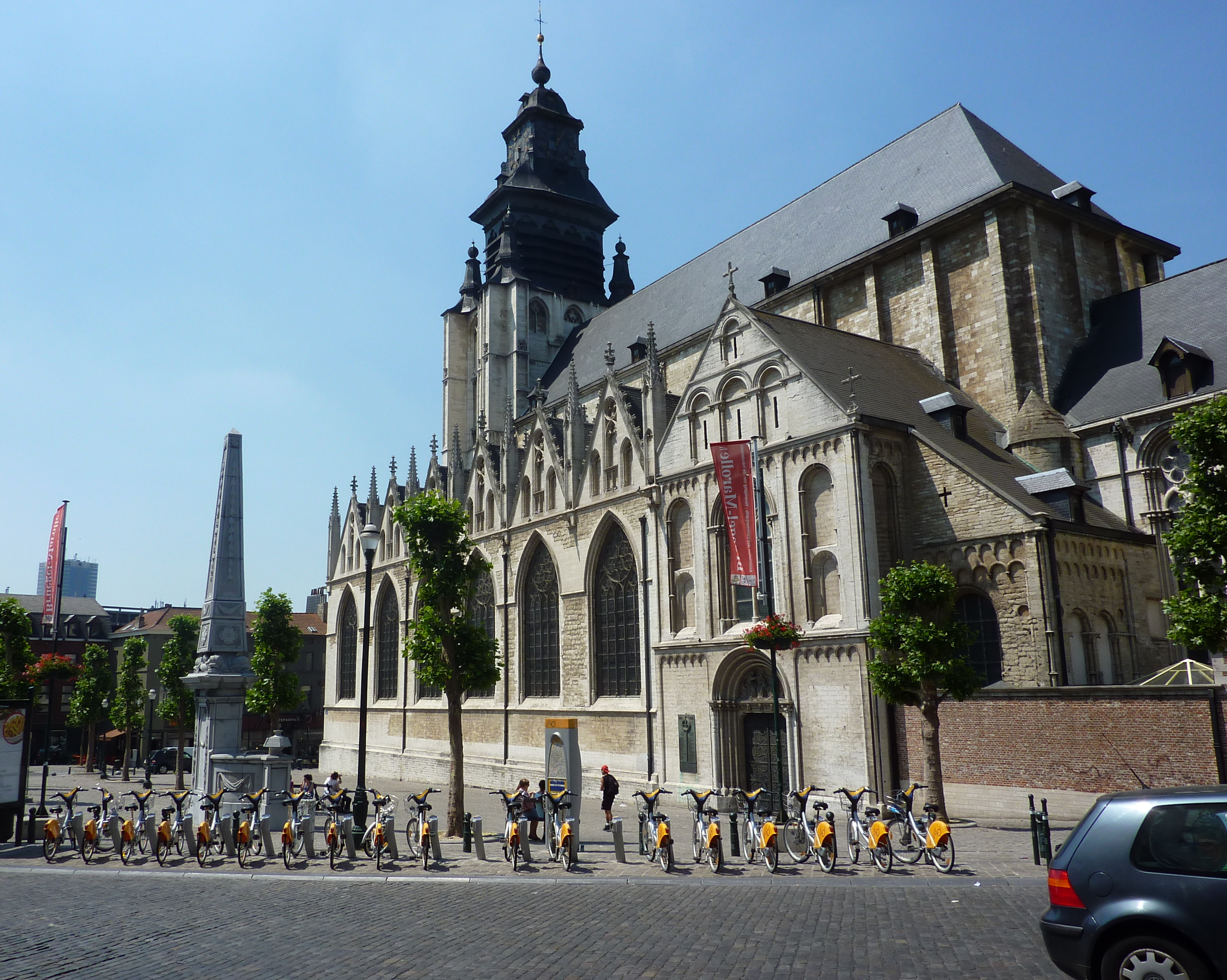
Kapellekerk
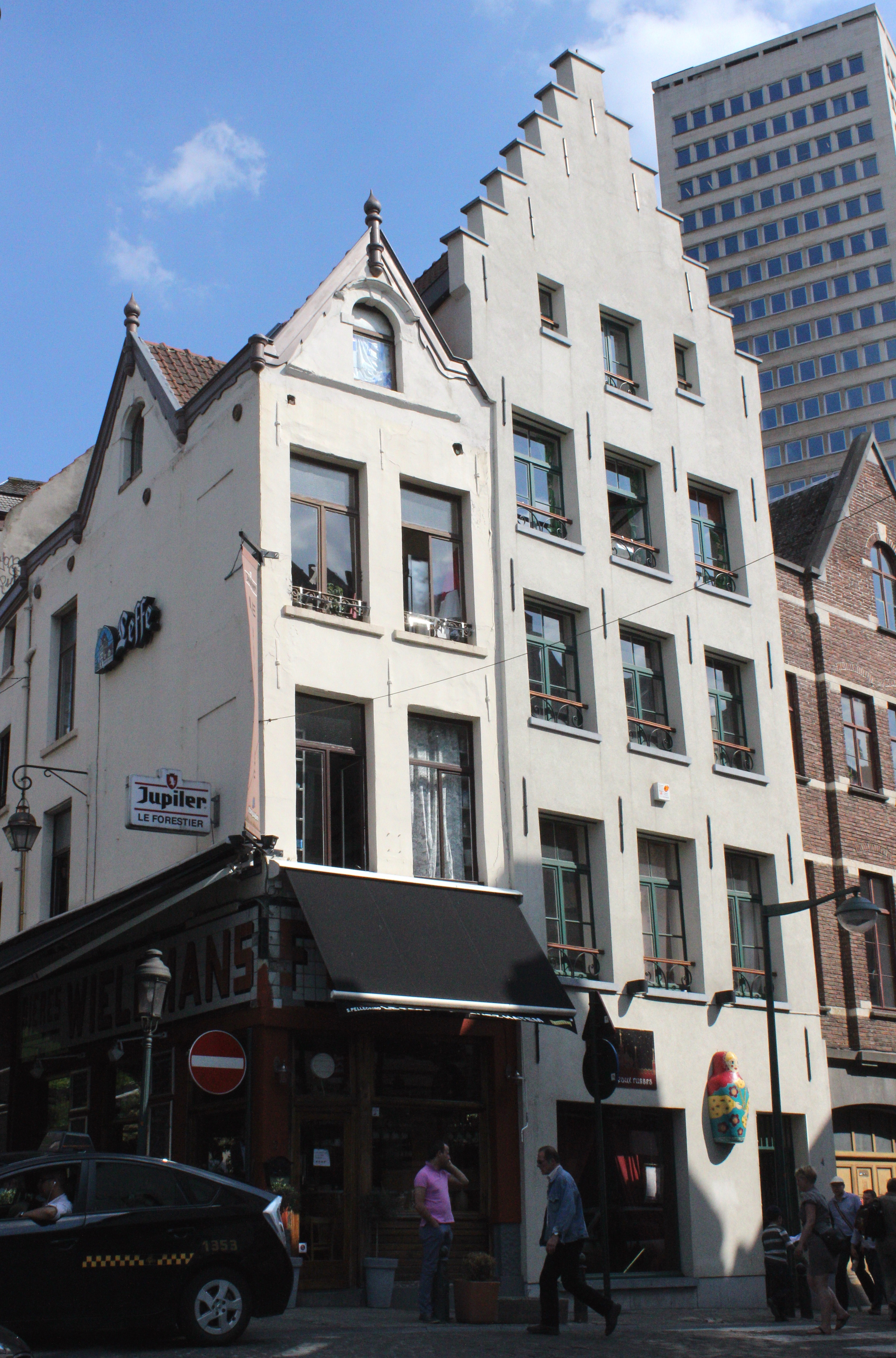
Nrs. 2 en 4. Traditionele diephuizen
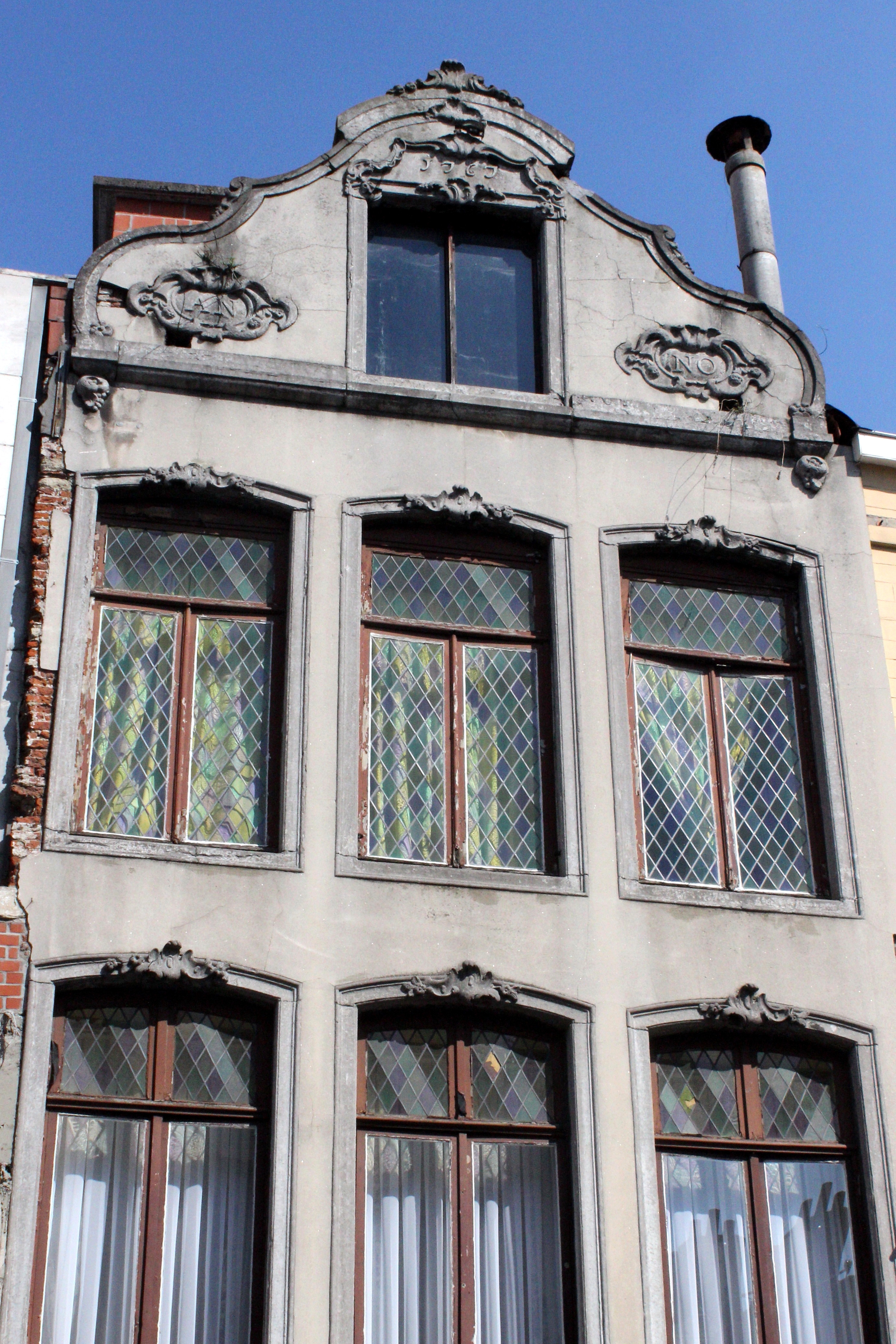
Nr. 50. Gevel in Lodewijk XV-stijl
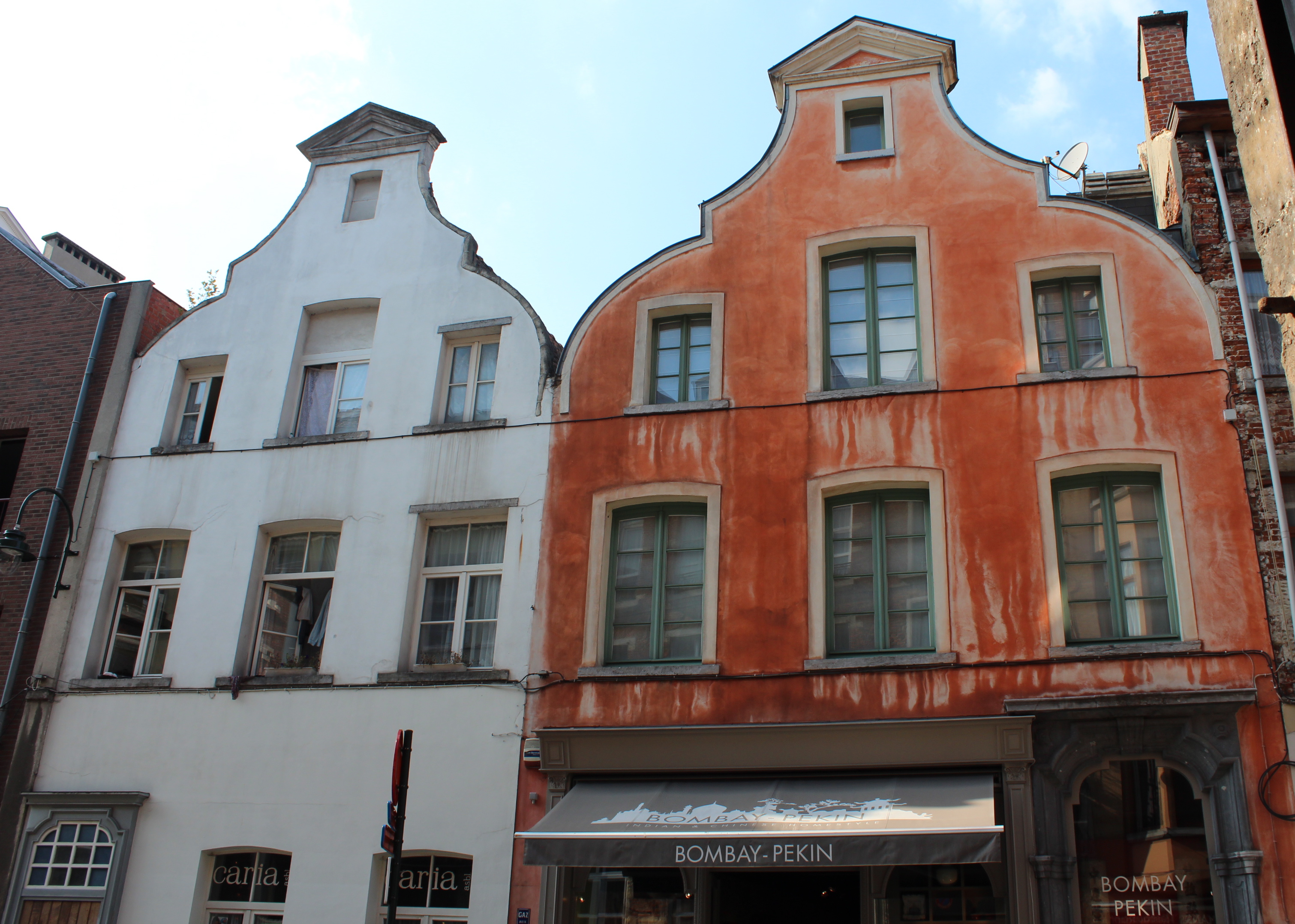
Nrs. 131-133 en 135. Twee identieke klokgevels
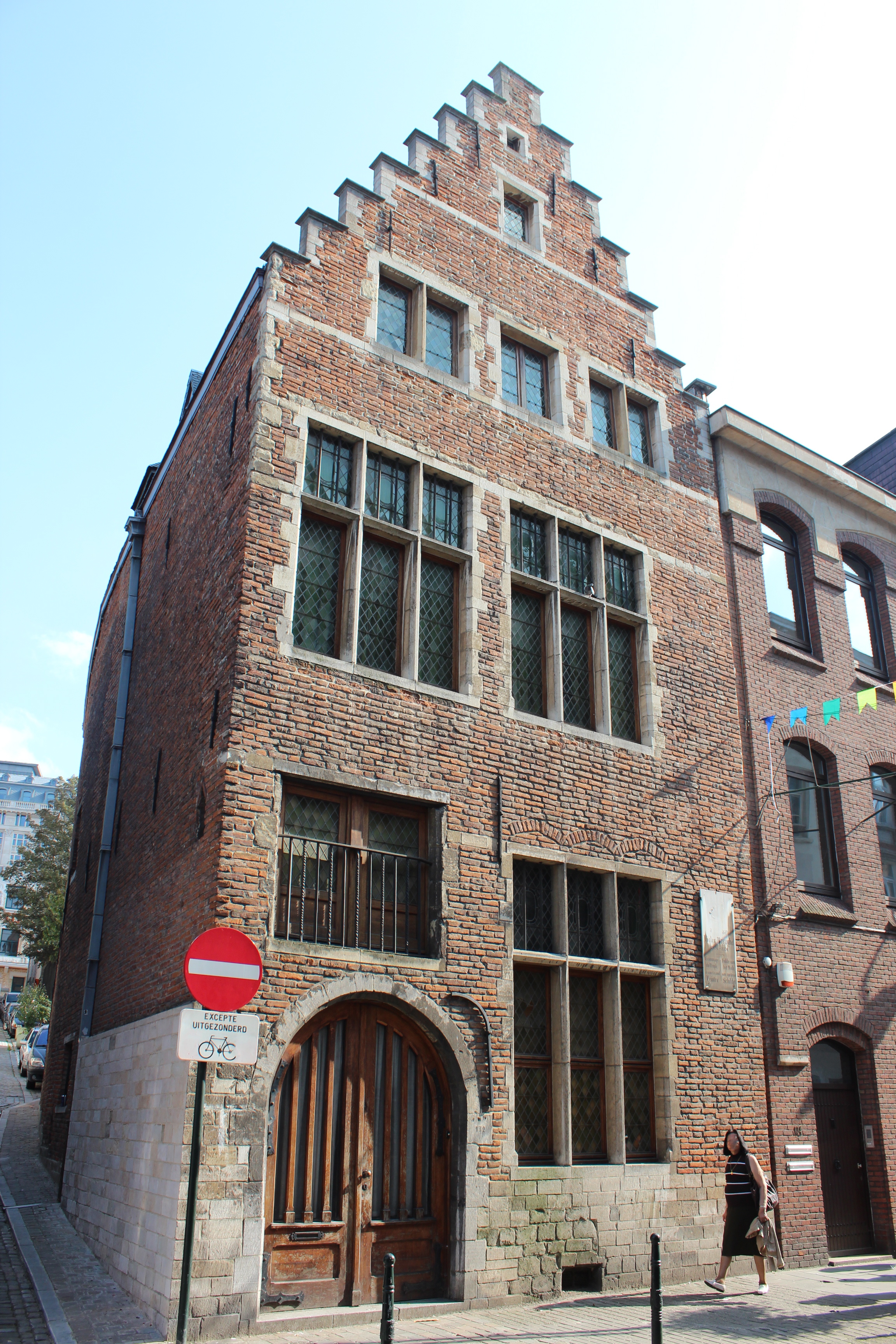
Nr. 132. Bruegelhuis (huis van Pieter Bruegel de Oude)
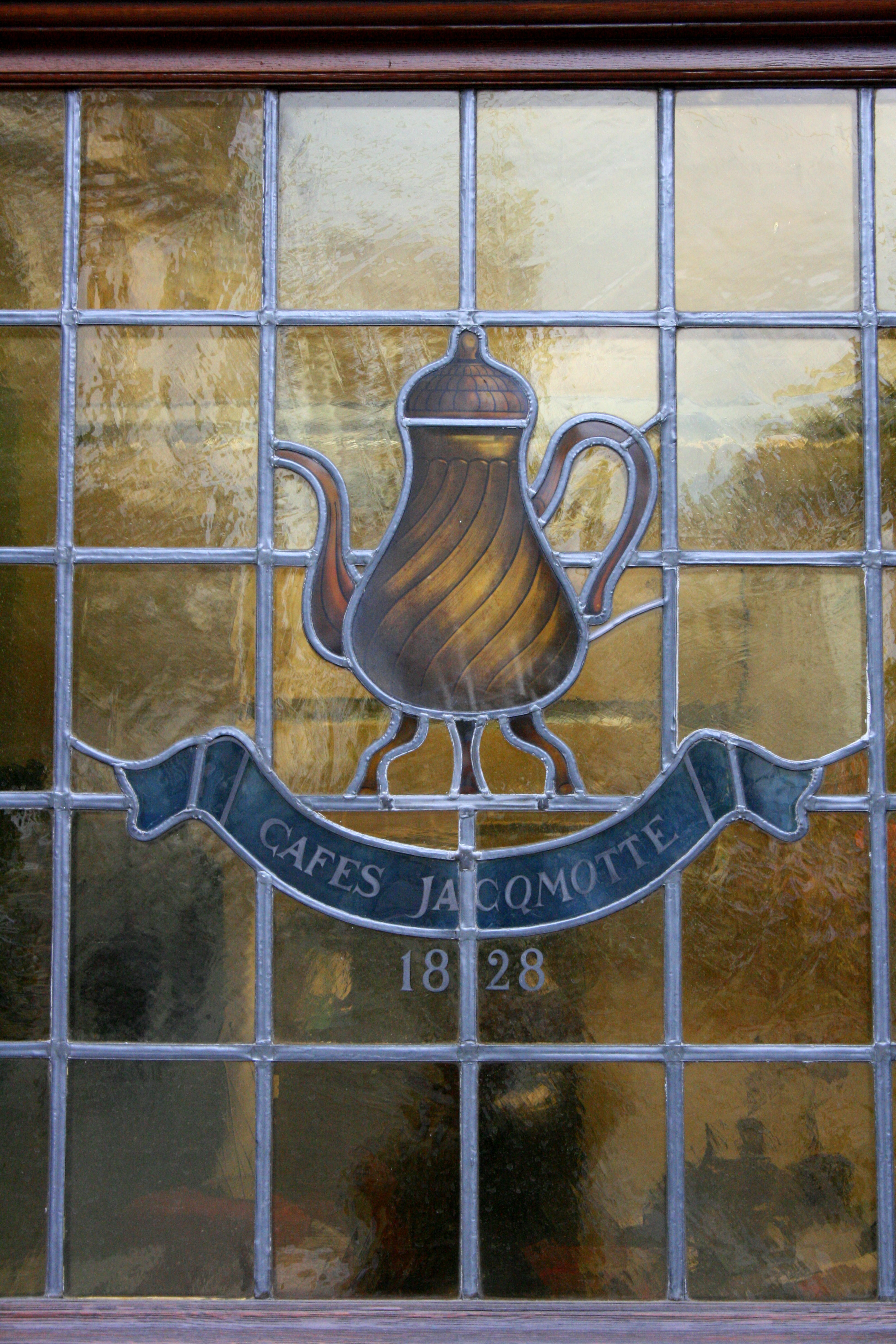
Nr. 139-141. Koffiebranderij Jacqmotte
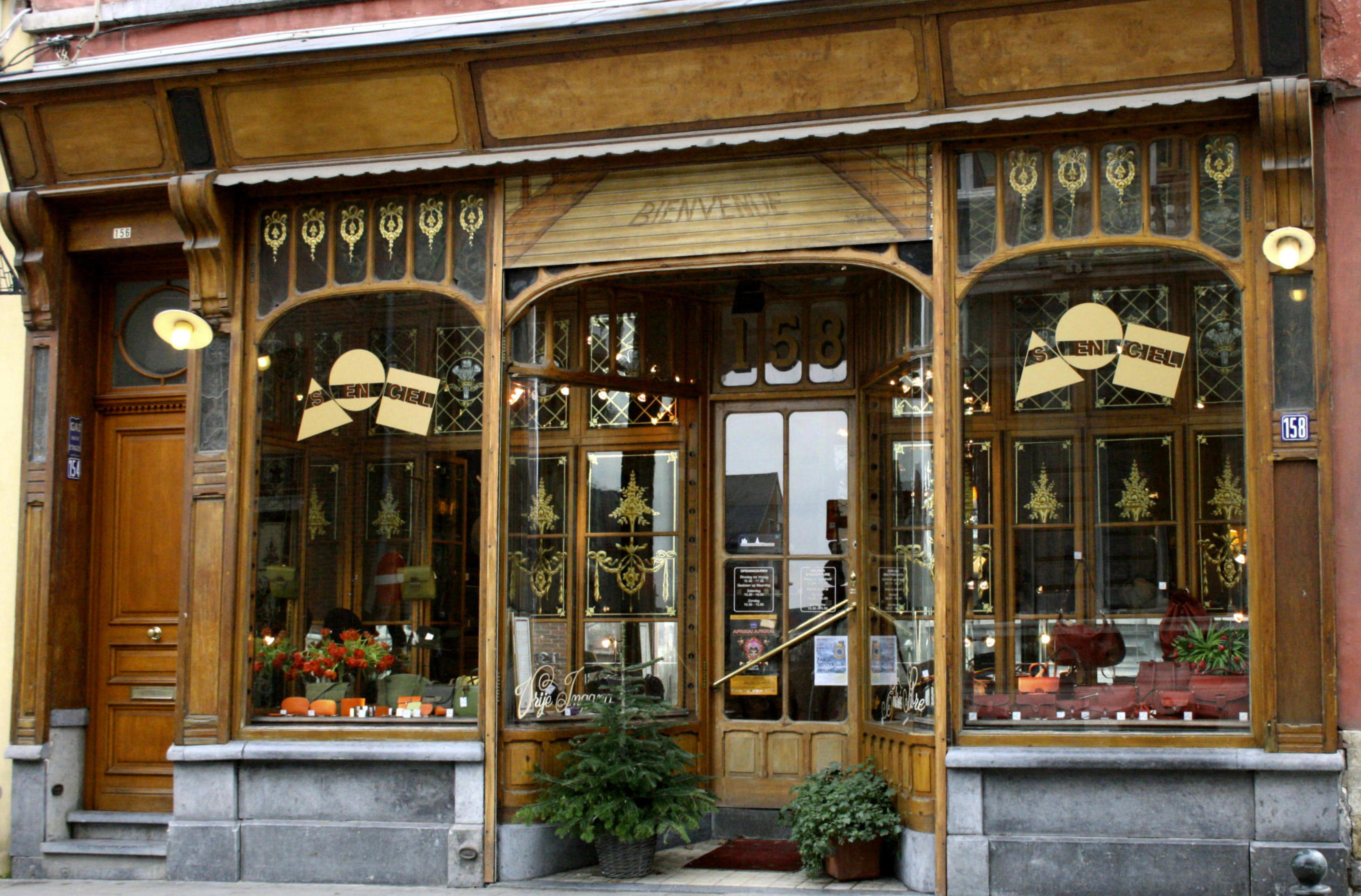
Nr. 158. Art Nouveau winkelpui
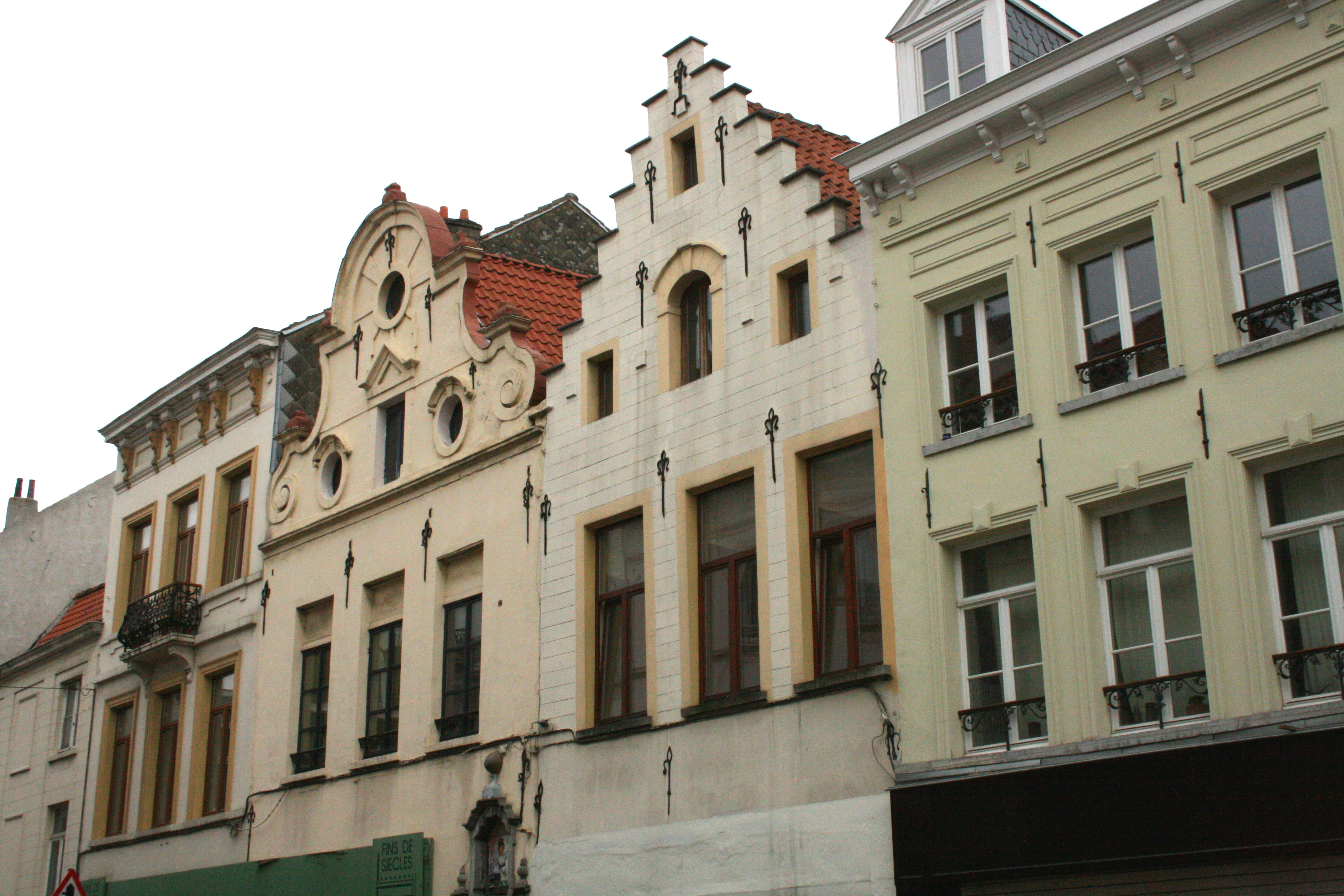
Nrs. 182 (klokgevel) en 184 (trapgevel)
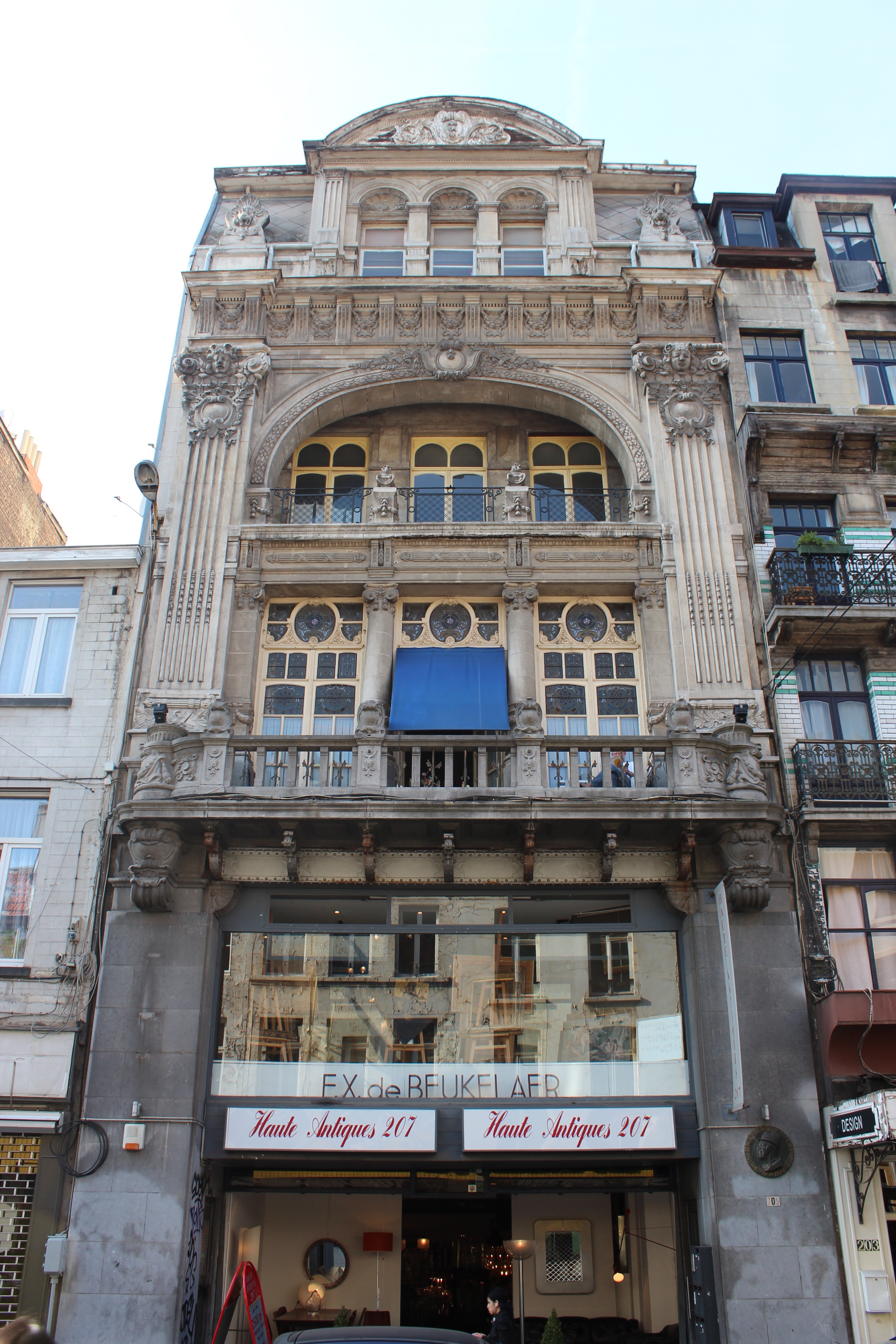
Nr. 205-207. Spektakelzaal
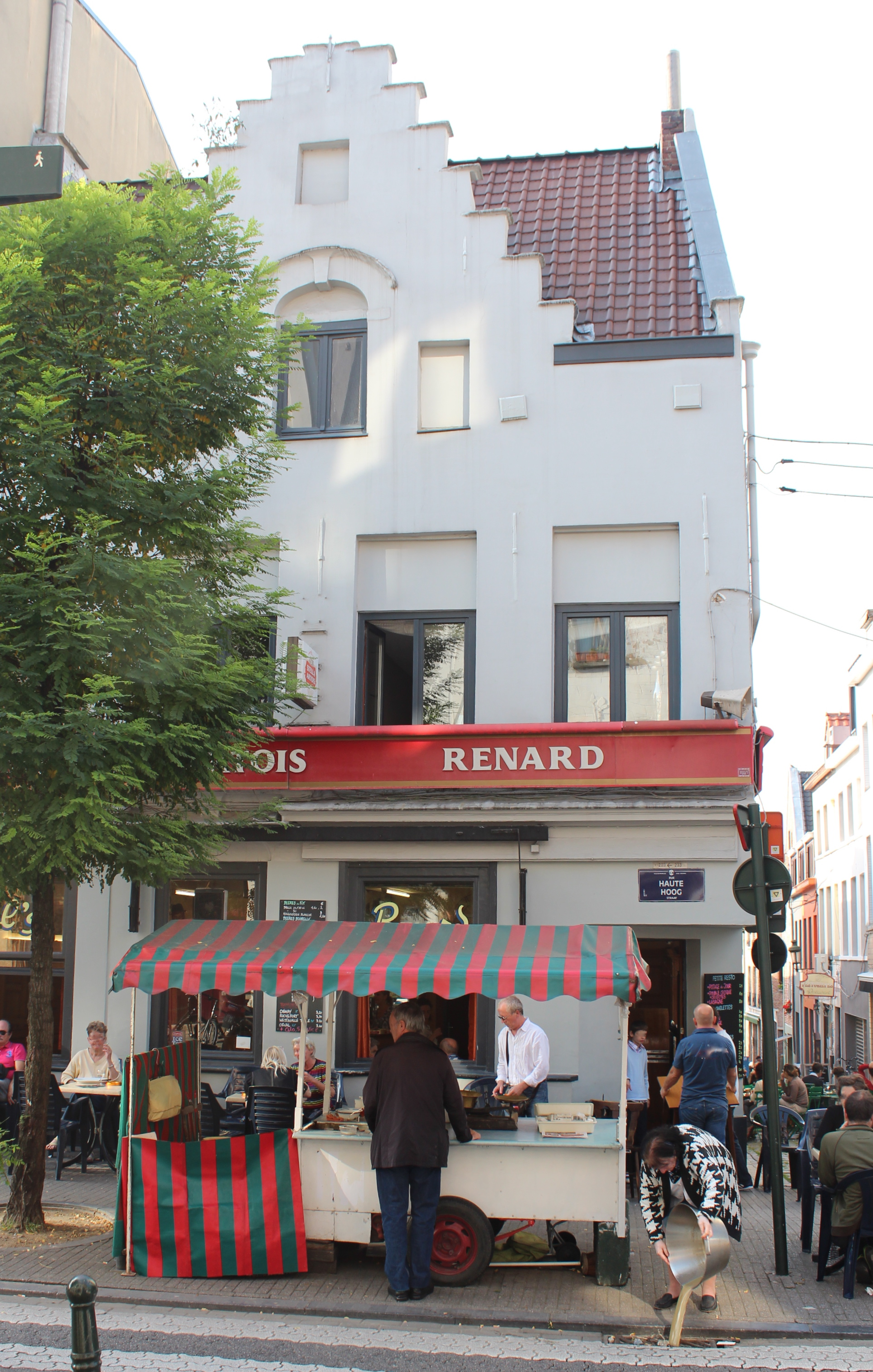
Nr. 233. Traditioneel huis
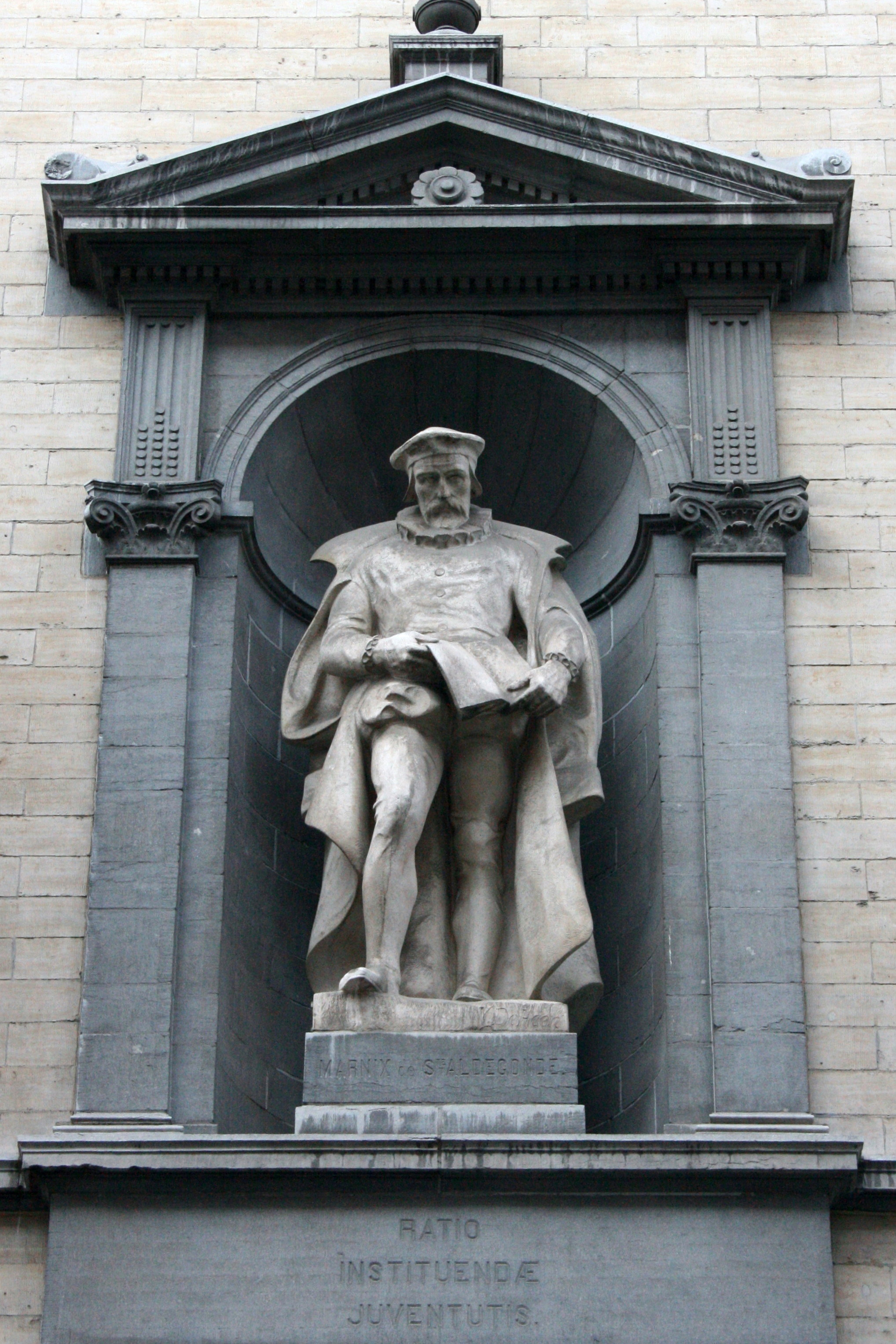
Standbeeld van Filips van Marnix van Sint-Aldegonde aan de gevel van nr. 255.
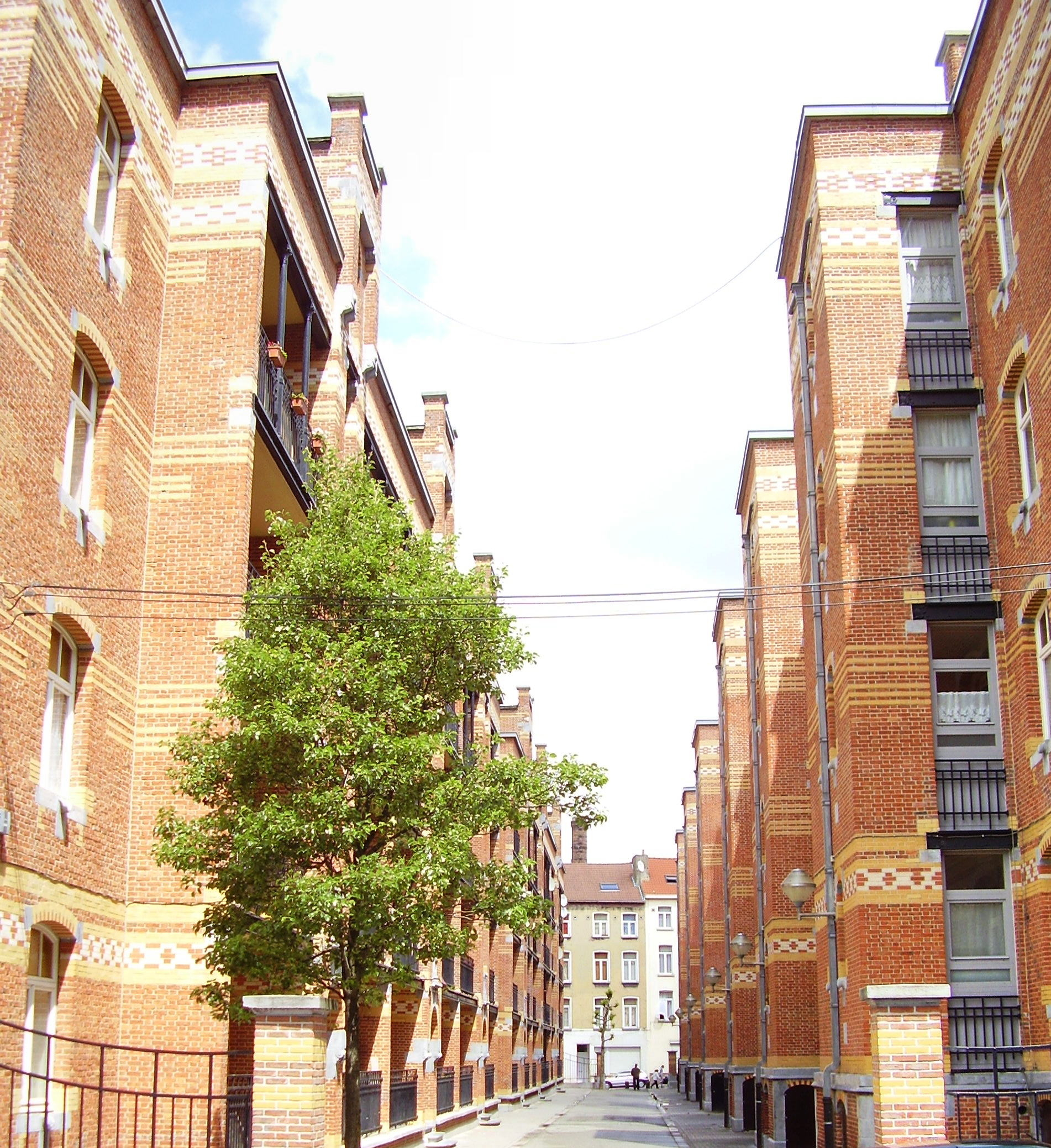
Cité Hellemans

## Bron
- Bouwen door de eeuwen heen in Brussel. Deel 1B. p. 59-84.